# Fojana
Fojana este o localitate din comuna Brda, Slovenia, cu o populație de 144 de locuitori.